# Sturmiopsoidea obscura
Sturmiopsoidea obscura är en tvåvingeart som beskrevs av Thompson 1966. Sturmiopsoidea obscura ingår i släktet Sturmiopsoidea och familjen parasitflugor. Inga underarter finns listade i Catalogue of Life.